# VSSM
De Vereniging Studiegroep Sadomasochisme (VSSM) is een Nederlandse vereniging voor mensen die zich bezighouden met sadomasochisme (sm) en fetisjisme. Het is de grootste vereniging in Nederland op dit gebied met 700 leden (2011). De VSSM is opgericht in 1970 en daarmee de oudste sm-vereniging ter wereld. Het woord 'studiegroep' is destijds bij de naam gevoegd om het mogelijk te maken een vereniging op te richten die zich met een niet-alledaagse vorm van seksualiteit bezighoudt. Niet de seksualiteit, maar de studie naar deze vorm van seksualiteit stond hierdoor op de voorgrond, hetgeen het acceptabel maakte in het maatschappelijke klimaat van destijds.

## Doelstellingen
De VSSM heeft als een van de doelstellingen 'het streven naar maatschappelijke acceptatie van bdsm'. Dit doet zij bijvoorbeeld door het geven van voorlichting aan individuen, groepen, opleidingscentra en hulpverlenende instanties. Regelmatig wordt de vereniging benaderd door de pers, radio en tv. Sommige leden van de vereniging zijn op persoonlijke titel actief in de media, waarbij zij de doelstelling van de VSSM delen. Deze doelstelling kan worden beschouwd als een emancipatiebehoefte die vergelijkbaar is met die van de LHBTI gemeenschap. Sadomasochisten, of bdsm'ers zoals zij zichzelf meer en meer zijn gaan noemen, worden dikwijls nog om hun seksuele voorkeur gediscrimineerd en durven vaak niet aan hun naasten te vertellen wat hun voorkeuren zijn.
In zekere zin kan de andere belangrijke doelstelling van de vereniging ook in dit verband gezien worden. De VSSM organiseert door het hele land bijeenkomsten en activiteiten van verschillende aard. De vaste ontmoetings- en spelbijeenkomsten worden 'groepen' genoemd. Er zijn momenteel (2022) 'Algemene Groepen' (voor alle seksuele geaardheden) in Amersfoort, Den Haag, Dedemsvaart, Nijmegen, Sittard en Zwinderen. In Amersfoort is ook een speciale (homo/bi-)mannengroep. In Nijmegen is een speciale groep voor jongeren van 18 tot 35.

## Regels
Geen van de bijeenkomsten is toegankelijk voor mensen jonger dan 18 jaar. De meeste bijeenkomsten zijn zonder vooraanmelding toegankelijk en kennen een lage drempel doordat er geen kledingvoorschriften zijn (anders dan 'nette kleding'). Daarnaast worden de bijeenkomsten zonder uitzondering georganiseerd door ervaringsdeskundigen (coördinatoren) die een oogje in het zeil houden, speciaal als er nieuwkomers zijn die voor het eerst een bijeenkomst in bdsm-sfeer bezoeken. De sfeer tijdens deze 'groepen' is overigens doorgaans ongedwongen en gezellig. Mensen die elkaar langer kennen, gebruiken de bijeenkomsten om bij te praten, ervaringen uit te wisselen en nieuwe contacten te leggen. Ook wordt er bdsm bedreven - dat wordt 'spelen' genoemd.
Binnen de VSSM staan onderling respect, veiligheid, vrijwilligheid en gezond verstand hoog in het vaandel. Er zijn ook vrijwel altijd mensen te vinden die over zaken willen praten en vragen willen beantwoorden.

## Vroeger en nu
In het verleden zijn er groepen geweest in verschillende steden en dorpen waaronder Amsterdam, Ommen, Tilburg, Essen (België), Nijmegen, Eindhoven en Valkenswaard. Locaties komen en gaan, niet in de laatste plaats door een restrictief beleid van gemeentebesturen. Gemeentes weten dikwijls niet wat ze met een VSSM-bijeenkomst aan moeten. Is het een gezelligheidsclub, is het een seksinrichting, is het prostitutie, is het een schending van de openbare zedelijkheid? Dat het gewoon een groep mensen is met een gemeenschappelijke interesse, die niemand kwaad doet, wordt vaak niet gezien. De VSSM is daarom feitelijk voortdurend aan het zoeken naar mogelijke locaties.
Er zijn nog andere activiteiten die de VSSM organiseert of in het verleden heeft georganiseerd. Zo was er lange tijd een 'WAC-groep', waar belangstellenden zelf voordelig sm-speeltjes konden maken. Er waren vroeger gespecialiseerde groepen voor rubberfetisjisten, luierfetisjisten, lesbische vrouwen en 'gevorderde spelers'. Er is een jaarlijks VSSM-weekend voor de leden, waar twee dagen lang gespeeld en ontmoet kan worden. Er heeft enkele jaren op een rij een jaarlijkse 'Fetishtram' door Rotterdam gereden, een antieke tram vol met in fetisj-kleding gestoken bdsm'ers, die zich voor de verandering eens niet verborgen hielden, maar zich aan het publiek toonden. De VSSM is ook regelmatig aanwezig op (erotische) beurzen. Het studiegroep-gehalte wordt gestalte gegeven door de uitgebreide bibliotheek met literatuur en referentiemateriaal over bdsm. Maar ook de voorlichtingsgroep en juridische werkgroep dragen bij aan het verzamelen en verspreiden van kennis over bdsm.
Het verenigingsblad 'De Kerfstok' is tegenwoordig opgenomen binnen de website. Het bevat verenigingsnieuws, verhalen, foto's en advertenties. Het blad is in het verleden in de losse verkoop verkrijgbaar geweest via seksshops en de boekhandel.
Voor geïnteresseerden is een onregelmatig verschijnende nieuwsbrief beschikbaar die per e-mail wordt verstuurd.